# 라디오 단추

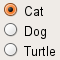
라디오 단추. Cat를 선택한 모습.

라디오 단추 또는 옵션 단추는 그래픽 사용자 인터페이스의 요소 가운데 하나로, 사용자가 미리 정의된 선택 사항의 모임 하나만 선택할 수 있게 한다. 라디오 버튼(radio button), 또는 옵션 버튼(option button)이라고도 한다. 미리 정의되어 있는 기지국을 선택할 수 있는 오래된 자동차 라디오의 물리적인 단추에서 이름을 땄다. 단추 가운데 하나를 누르면 다른 단추들은 모두 밖으로 나오면서 눌려있는 단추만 눌린 상태로 보이게 된다.

## HTML
HTML의 예는 다음과 같다.
```
<
form
>

    
<
input
 
type
=
"radio"
 
name
=
"season"
 
value
=
"winter"
 
checked
>
Winter
    
<
input
 
type
=
"radio"
 
name
=
"season"
 
value
=
"spring"
>
Spring
    
<
input
 
type
=
"radio"
 
name
=
"season"
 
value
=
"summer"
>
Summer
    
<
input
 
type
=
"radio"
 
name
=
"season"
 
value
=
"autumn"
>
Autumn

</
form
>

```

## 같이 보기
- 체크 상자